# Julius Wernher
Jules Charles Wernher (9 avril 1850 - 21 mai 1912), 1er baronnet, est un magnat britannique d'origine hessoise, spécialisé dans l'industrie de l'extraction de diamant. Collectionneur d'art, il fut par ailleurs victime d'une escroquerie sensationnelle à la Belle Époque, l'affaire Lemoine, (1909).

## Biographie

### Le courtier des diamantaires
Né à Darmstadt, dans le Grand-duché de Hesse, où son père est attaché à la cour grand-ducale, il entre dans une banque de Londres en tant qu'étudiant, sert dans la cavalerie prussienne au cours de la guerre franco-allemande de 1870-1871, et rencontre à Paris le diamantaire Jules Porgès.
Julius Wernher avait eu pour premier employeur Théodore Porgès, le cousin de Jules Porgès. Théodore avait épousé Mathilde Weisweiller, proche du baron Henri de Rothschild, dont elle devient la nièce après un mariage. Son père, le baron de Weisweiller, était représentant de la famille Rothschild à Madrid. 
Porgès envoie Wernher à Kimberley, où il est élu au conseil d'extraction et y gagne une position importante et une grande fortune. Après la découverte de diamants dans la région du Witwatersrand, il étend ses opérations au Transvaal. En 1888, il devient l'un des quatre associés de la société De Beers Consolidated. 
Il s'installe à Londres comme associé de Porgès et, quand ce dernier se retire en 1889, est créée la société Wernher, Beit & Co, la plus grande entreprise d'extraction de diamants.
À part quelques visites occasionnelles en Afrique du Sud, il passe le reste de sa vie en Angleterre. 

### L'affaire Lemoine
En 1906, il apprend par le courtier en pierres précieuses Henry Feldenheimer qu'un inventeur français, Henri Lemoine, a découvert le moyen de fabriquer du diamant synthétique. Ce dernier prétend s'appuyer sur les travaux d’Henri Moissan et a racheté un puissant générateur électrique à un atelier de la rue Lecourbe : il fait une première démonstration devant Wernher et ses associés, puis refuse une première offre de 10 000 livres pour son brevet. Au cours de l'année 1908, il obtient de la De Beers un investissement de 1 000 000 livres pour construire une usine opérationnelle à Argelès-Gazost ; mais Lemoine construit en réalité une centrale électrique à Arras-en-Lavedan, dont il revend le courant aux communes environnantes. Wernher et ses associés se rendent un jour de façon impromptue en France, découvrent le pot-aux-roses et portent plainte pour escroquerie auprès de la Sûreté nationale. Ils obtiennent de la Xe chambre du tribunal correctionnel de la Seine la condamnation d'Henri Lemoine à six ans de prison pour extorsion de fonds,. L'écrivain Marcel Proust, en témoin de son temps, a commis plusieurs pastiches restituant l'ambiance des sessions du tribunal et l'écho de ce fait-divers dans la presse de l'époque.

### Le collectionneur d'art

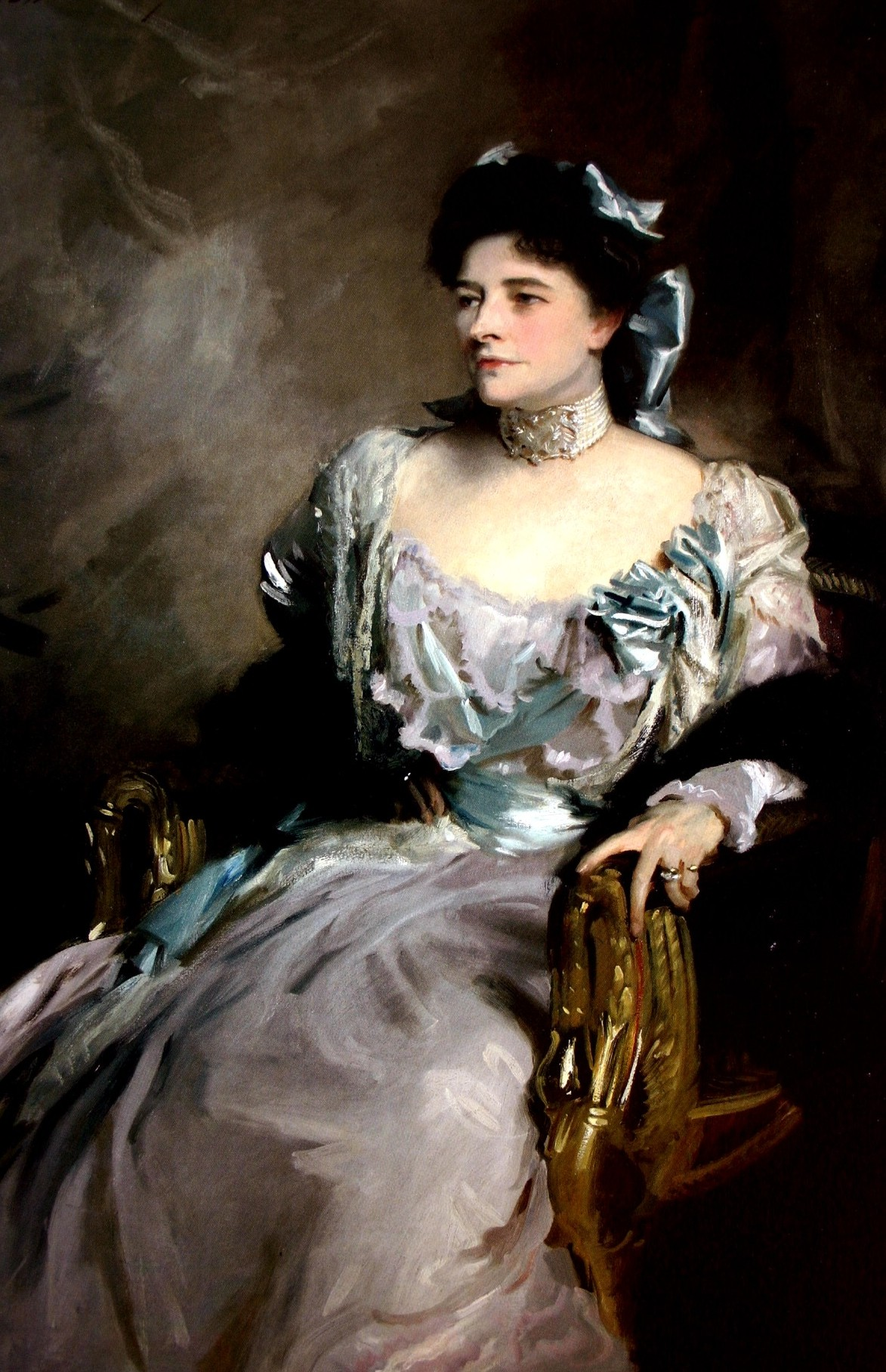
Portrait de Mrs Julius Wernher, née Alice Sedgwick Mankiewicz, par John Singer Sargent (1902).

Wernher est également un célèbre collectionneur, propriétaire des domaines de Bath House (en), et de Luton Hoo dans le comté de Bedfordshire. Il achète Luton Hoo en 1903, et le fait aménager par le décorateur français Georges Hoentschel ; il y entrepose sa collection d'objets d'art et de tableaux anciens. Vendu par les héritiers de Wernher à la fin des années 1990, Luton Hoo est désormais un hôtel de luxe. Une partie de la collection a été dispersée et le reste, qui provient pour l'essentiel de l'époque où Wernher habitait Bath House (en), est exposé à Ranger's House, à Greenwich Park, dans la banlieue de Londres.
Il est mort le 21 mai 1912 en laissant la plus grande fortune sud-africaine, estimée à cette époque à 11 millions de livres sterling.